# 伊藤富士夫
伊藤 富士夫（いとう ふじお、1945年2月24日 - ）は、秋田県を登録地としていた元競輪選手。

## 来歴
秋田県立大曲農業高等学校を経て、法政大学在籍時代、1964年の東京オリンピック・団体追い抜きのメンバーとして出場（19位）。
1967年9月9日、日本競輪学校第25期生として、いわき平競輪場でデビューし1着。
1999年7月12日、選手登録削除。通算戦績2340戦356勝。